# Martin Kondziella
Martin Kondziella (* 1969 in Erfurt) ist ein deutscher Pianist, Organist und Kirchenmusiker. 

## Biographie
Martin Kondziella studierte an der Hochschule für Musik Franz Liszt Weimar bei Friedrich Macher (Klavier, A-Diplom), Johannes Schäfer (A-Kirchenmusik), Rainer Böhme, Werner Pfaff (Chorleitung) und Bernhard Klapprott (historische Aufführungspraxis). 
Er besuchte Meisterkurse u. a. bei Jürgen Uhde, Ton Koopman, Ludger Lohmann und Wolfgang Seifen, bei dem er ein ergänzendes Studium in Orgelimprovisation absolvierte. 
Martin Kondziella leitete verschiedene Chöre und Ensembles u. a. das Palestrina Ensemble Berlin, den Knabenchor der Singakademie Frankfurt (Oder), den Kammerchor BeneCantemus Berlin, und die Capella Augustina Vidahensis.
Als international tätiger Konzertorganist spielte er mehrere CDs ein.
Zudem hat er verschiedene Restaurierungs- und Neubauprojekte betreut. Seit 2019 ist er Titularorganist der großen Steinmeyer-Orgel der Firma G. F. Steinmeyer & Co. in der Kirche Ss. Corpus Christi in Berlin, an deren Wiederentdeckung und Sanierung er von 2000 bis 2018 maßgeblich beteiligt war.
Seit Januar 2025 ist er als Regionalkantor in Sonthofen (Bayern) tätig.

## Tonträger
- Porträt einer verbrannten Orgel. Produktion der Pfarrgemeinde St. Canisius Berlin, 1995.
- Orgelmusik zur Passion. Jubal (LC 01965) 001206.
- Die Steinmeyer-Orgel in der Kath. Kirche Ss. Corpus Christi.  JUBALmusic Berlin, CD 061001, 2006.
- Die Steinmeyer-Orgel in Ss. Corpus Christi Berlin. JUBALmusic Berlin, CD 190701.